# Brezovica (hrad)
Brezovica (též Hrádok nebo Pustý hrad) je zaniklý hrad ve správním území stejnojmenné obce v okrese Sabinov v Prešovském kraji na Slovensku. Nachází se na okraji terénní terasy, asi sto metrů severně od kostela Všech Svatých. Jako sídlo rodu Brezovických je hrad doložen v polovině čtrnáctého století. V následujícím století byl dvakrát dobyt. Ačkoliv se brzy vrátil původním majitelům, byl už koncem patnáctého století opuštěn. Terénní pozůstatky hradu jsou chráněny jako národní kulturní památka.

## Historie
Historie brezovického hradu je spojena s rodem Brezovických (též Berzevicové, Tárcaiové z Torysy). Okolní krajinu získal jejich předek Rikolf někdy v letech 1270–1285 a jeho syn Jan založil brezovickou rodovou větev, které vesnice patřila až do zrušení patrimoniální správy v roce 1848. Předchůdcem hradu mohlo být jednodušší šlechtické sídlo s vazbou na kostel. Předpokládá se, že existovalo už v roce 1316, z něhož pochází první písemná zmínka o vsi. Samotný hrad byl poprvé zmíněn v roce 1355. V roce 1438 jej obsadily prešovské oddíly ve službách královny Barbory. V letech 1449–1458 hrad ovládali bratříci, kteří byli vyhnáni vojskem Matyáše Korvína. Hradu se poté ujali znovu Brezovičtí, ale určitý podíl na něm měli také páni z Lomnice. O brezovické panství se často dělilo více rodin, které sídlily v neopevněných kuriích ve vsi, a samotný hrad byl nejšpíše koncem patnáctého století opuštěn.

## Stavební podoba
Trojdílný hrad měl trojúhelníkový půdorys vymezený dvojicí příkopů a strmým, asi jedenáct metrů vysokým, svahem na jihu. Oběma příkopy, z nichž západní je 21 metrů široký a až deset metrů hluboký, vedou novodobé cesty.
Plocha vlastního hradu sloužila po jeho zániku jako hřbitov, při jehož budování byly patrně odstraněny všechny zděné konstrukce. V severní části se nacházelo trojúhelníkové předhradí, v němž bývala nejspíše jen dřevěná zástavba. Jižně od předhradí se nachází částečně zasypaný příkop. Přes příkop vedl most do středního hradu, který končil na nevelkém pahorku s předbraním. Střední část s hradním jádrem má půdorys ve tvaru lichoběžníku s rozměry 45 × 35 metrů. Podle existence terasy mohla být střední část hradu na východní straně chráněna parkánem. Západní část s hradním jádrem převyšuje střední hrad o dva metry a stojí na ní pohřební kaple z roku 1874.